# Brava Linhas Aéreas

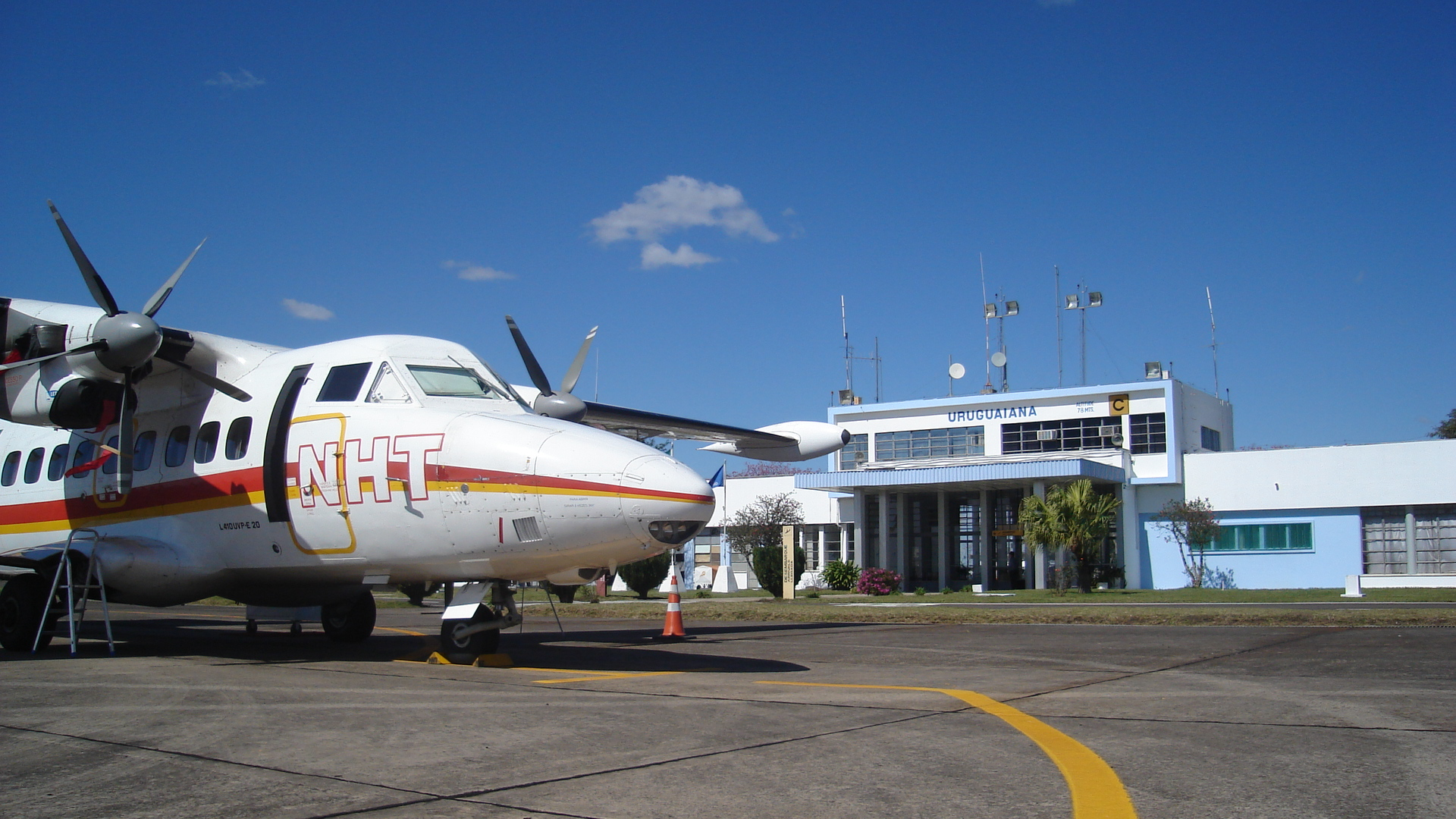

A Brava Linhas Aéreas, anteriormente denominada NHT Linhas Aéreas, é uma companhia aérea brasileira com sede na cidade de Porto Alegre, no Rio Grande do Sul, que se encontra inoperante. Criada pela holding JMT, de Santa Maria, comandada pelo empresário Pedro Teixeira, foi vendida ao Grupo Acauã, do empresário Jorge Barouki, com base em Balneário Camboriú, quando passou a usar a marca atual.
Fontes revelam que vários voos foram cancelados pela ANAC (Agência Nacional de Aviação Civil) em 18 de dezembro de 2013, devido a falta de pagamento de funcionários e crise financeira.
A Brava atuava no mercado desde agosto de 2006 e seu principal objetivo era operar no mercado de voos regionais, conectando Porto Alegre, Florianópolis e Curitiba a diversas cidades industriais e turísticas da Região Sul.
A companhia chegou a possuir seis aeronaves Let 410 UVP E-20, turboélice, com capacidade para 19 passageiros e dois tripulantes.
Ficou conhecida por ter operado os dois voos comerciais mais curtos da América do Sul, que são respectivamente as rotas Rio Grande (RS)-Pelotas (RS) e Santa Rosa (RS)-Santo Ângelo (RS).

## Acordos comerciais e expansão
A companhia anunciou em setembro de 2007 um acordo comercial de codeshare com a TAM Linhas Aéreas, permitindo que passageiros daquela companhia pudessem embarcar em voos da NHT e vice-versa, a partir de Porto Alegre, comprando passagens diretamente no site da TAM.
Cogitou ainda incorporar aeronaves de maior porte, no dia 14 de maio de 2011 foi ventilada a informação de dois Embraer Brasília para a frota.
Em 18 de maio de 2012 foi divulgado pelo Grupo JMT, de Santa Maria, a venda da NHT para o Grupo Catarinense Acauã, que foi outorgada pela ANAC - Agência Nacional de Aviação Civil. Em 4 de fevereiro de 2013, foi autorizada a troca do nome para Brava Linhas Aéreas.
Em 9 de julho de 2013 anunciou um plano para implementar voos regulares para São Carlos (SDSC/QSC), mas no mesmo ano as operações da companhia foram suspensas pela ANAC, que cassou a licença da companhia em julho de 2015.

## Frota
| Aeronaves                | Em Serviço | Ordens | Passageiros | Notas |
| ------------------------ | ---------- | ------ | ----------- | ----- |
| LET L-410                | 6          | –      | 19          |       |
| Embraer EMB 120 Brasilia | –          | 2      | 30          |       |
| Total                    | 6          | 2      |             |       |

## Fretamento
A Brava possuía um serviço especial de fretamento.